# Teolinda Gersão
Teolinda Gersão (* 1940 in Coimbra) ist eine portugiesische Schriftstellerin.
Teolinda studierte Germanistik und Anglistik in Coimbra, Tübingen und Berlin, arbeitete als Lektorin portugiesischer Sprache an der Technischen Universität Berlin, Dozentin in Lissabon und später als Universitätsprofessorin an der Neuen Universität Lissabon, wo sie deutsche Literatur und Komparatistik bis 1995 unterrichtete. Seither widmet sich Teolinda ausschließlich der Literatur.
Sie lebte drei Jahre in Deutschland und zwei Jahre in São Paulo, Brasilien, einer Stadt, die sie beim Schreiben einiger Texte wie Os Guarda-Chuvas Cintilantes (1984) beeinflusst hat. Sie hat auch den Staat Mosambik kennengelernt, in dessen Hauptstadt, dem damals sogenannten Lourenço Marques und heutigen Maputo, die Szenen des Romans A Árvore das Palavras (1997) spielen.

## Werke
- O Silêncio (1981)
- Paisagem com Mulher e Mar ao Fundo (1981)
- História do Homem na Gaiola e do Pássaro Encarnado (1982)
- Os Guarda-Chuvas Cintilantes (1984)
- O Cavalo de Sol (1989)
- A Casa da Cabeça de Cavalo (1995)
- A Árvore das Palavras (1997)
- Os Teclados (1999)
- Os Anjos (2000)
- Histórias de Ver e Andar (2002)
- O Mensageiro e Outras Histórias com Anjos (2003)
- A Mulher Que prendeu a Chuva (2008)
- A Cidade de Ulisses (2011)
- Prantos, Amores e Outros Desvarios (2016)